# Чемпіонат Чехословаччини з футболу 1931—1932
1 ліга 1931/32 (чеськ. 1. asociační liga 1931/32) — восьмий професіональний розіграш чемпіонату Чехословаччини з футболу. Переможцем змагань втретє з часу введення професіоналізму став клуб «Спарта» (Прага). Найкращим бомбардиром змагань став бельгійський нападник «Спарти» Раймон Брен.

## Підсумкова таблиця
|   | Турнірна таблиця     | М  | В  | Н | П  | МЗ | МП | О  |
| - | -------------------- | -- | -- | - | -- | -- | -- | -- |
| 1 | Спарта (Прага)       | 16 | 12 | 3 | 1  | 54 | 21 | 27 |
| 2 | Славія (Прага)       | 16 | 10 | 2 | 4  | 44 | 25 | 22 |
| 3 | Богеміанс (Прага)    | 16 | 7  | 4 | 5  | 41 | 31 | 18 |
| 4 | Вікторія (Пльзень)   | 16 | 5  | 7 | 4  | 27 | 22 | 17 |
| 5 | Вікторія (Жижков)    | 16 | 6  | 4 | 6  | 37 | 30 | 16 |
| 6 | Тепліце ФК           | 16 | 5  | 5 | 6  | 34 | 40 | 15 |
| 7 | Наход                | 16 | 5  | 4 | 7  | 35 | 42 | 14 |
| 8 | Кладно               | 16 | 4  | 2 | 10 | 26 | 53 | 10 |
| 9 | Чехія Карлін (Прага) | 16 | 1  | 3 | 12 | 29 | 63 | 5  |

## Найкращі бомбардири
| №    | Гравець         | Клуб       | Голи |
| ---- | --------------- | ---------- | ---- |
| 1.   | Раймон Брен     | Спарта     | 16   |
| 2-3. | Йозеф Сильний   | Спарта     | 14   |
| 2-3. | Вілем Червений  | Тепліце ФК | 14   |
| 4.   | Олдржих Неєдлий | Спарта     | 13   |
| 5.   | Карел Бейбл     | Богеміанс  | 12   |

## Чемпіони
Воротарі: Богуміл Кленовець, Антонін Ледвіна, Йозеф Нємець;
Польові гравці: Ярослав Боучек, Раймон Брен (16 голів), Ярослав Бургр, Йозеф Чтиржокий, Франтішек Дворжак, Франтішек Фабера, Отто Гафтль (3), Карел Гес, Ян Кноблох-Маделон (1), Богуслав Комберець (1), Йозеф Коштялек (1), Карел Направник, Олдржих Неєдлий (13), Франтішек Пельцнер (2), Антонін Пернер, Карел Пешек, Карел Подразіл (3), Йозеф Сильний (14), Карел Соколарж, Еріх Србек, Вацлав Углірж. Тренер — Джон Дік.